# Makrinítsa (ort i Grekland, Thessalien)
Makrinítsa är en ort i Grekland.   Den ligger i prefekturen Nomós Magnisías och regionen Thessalien, i den centrala delen av landet, 170 km norr om huvudstaden Aten. Makrinítsa ligger 816 meter över havet och antalet invånare är 1 014.
Terrängen runt Makrinítsa är varierad.Runt Makrinítsa är det ganska tätbefolkat, med 139 invånare per kvadratkilometer. Närmaste större samhälle är Volos, 4,9 km sydväst om Makrinítsa. 